# Dissidia Final Fantasy Opera Omnia
Dissidia Final Fantasy Opera Omnia (яп. ディシディア ファイナルファンタジー オペラ オムニア дисидиа файнару фантадзи опэра омуниа) — бесплатная ролевая игра, события которой разворачиваются во вселенной Dissidia, побочной серии франшизы Final Fantasy. За издание Opera Omnia для систем iOS и Android отвечала компания Square Enix, которая разработала её совместно с Team Ninja, известной по созданию другой игры серии — Dissidia Final Fantasy NT (2015). В Японии Opera Omnia вышла 1 февраля 2017 года, после чего, 30 января 2018 года состоялся её релиз по всему миру.
Рецензенты оценили игру неоднозначно, хваля геймплей, но в то же время критикуя скудный контент.
По состоянию на июнь 2022 года Dissidia Final Fantasy Opera Omnia скачало более 10 миллионов пользователей.

## Геймплей
Opera Omnia представляет собой пошаговое RPG. В ней присутствуют бесплатные персонажи, которых можно улучшать при помощи внутриигровой валюты под названием кристаллы; за ежедневное посещение игры пользователи получают бонусы — драгоценные камни и билеты на получение призывных существ.

### Персонажи
Изначально в Dissidia Final Fantasy Opera Omnia были доступны 25 игровых персонажей; помимо бойцов из предыдущих частей игровой серии появились новые герои. С каждым последующим обновлением разработчики добавляли в игру ещё больше персонажей. Герои отличаются по классам оружия и цветам кристаллов. По состоянию на 29 сентября 2023 года на японских серверах доступны 178 персонажей, а на глобальных — 174.
| Мир                                        | Персонажи |
| ------------------------------------------ | --- |
| Final Fantasy                              | Воин Света, Гарланд |
| Final Fantasy II                           | Фирион, Мария, Леон, Император, Гай, Лейла, Минву |
| Final Fantasy III                          | Луковый рыцарь, Облако Тьмы, Дэш, Занде |
| Final Fantasy IV                           | Сесил Харви (Тёмный рыцарь), Эдж Джеральдин, Янг Фанг Лейден, Каин Хайвинд, Палом, Ридия, Сесил Харви (Паладин), Роза Джоанна Фаррелл, Голбез, Паром, Эдвард Крис фон Мюир, Сеодор Харви, Урсула, Фусоя, Рубиканте, Леонора* |
| Final Fantasy V                            | Барц Клаузер, Галуф Хальм Бальдесион, Фарис Шервиц, Крил Майер Бальдесьон, Ленна Шарлотта Тайкун, Гильгамеш, Эксодес, Дорганн Клаузер, Келгер Влондетт, Зезат Матиас Сургейт*                                                |
| Final Fantasy VI                           | Терра Бранфорд, Тень, Сетцер Габбиани, Сабин Рене Фигаро, Кайен Гарамонд, Эдгар Рони Фигаро, Селес Шер , Кефка Палаццо, Релм Ароуни, Локк Коул, Гау, Лео Кристоф, Страго Магус, Мог                                          |
| Final Fantasy VII                          | Тифа Локхарт, Клауд Страйф, Юффи Кисараги, Винсент Валентайн, Айрис Гейнсборо, Сефирот, Сид Хайвинд, Зак Фэйр, Кат Си, Баррет Уоллес, Рено, Rude, Кададж, Шёлк Руи, Циссни, Джесси Расберри, Вайс, Руфус Синра*              |
| Final Fantasy VIII                         | Лагуна Луар Скволл Леонхарт, Зелл Динч, Ирвин Киннис, Квистис Трип, Райдзин, Фудзин, Сейфер Алмази, Селфи Тильмитт, Риноа Хартилли, Ультимеция                                                                               |
| Final Fantasy IX                           | Виви Орнитир, Зидан Трибал, Адельберт Штайнер, Эйко Кароль, Гарнет Тил Александрос XVII, Куджа, Фрейя Кресцент, Беатрикс, Куина Куен, Амарант Коралл*                                                                        |
| Final Fantasy X                            | Юна, Вакка, Тидус, Сеймур Гуадо, Аурон, Джект, Лулу, Пейн, Кимари Ронсо, Лорд Браска |
| Final Fantasy XI                           | Шантотто, Прише, Лион, Лилизетт, Афмау, Кам’ланаут, Арсиела В. Адулин, Элднарче, Ироха, Сель’теус |
| Final Fantasy XII                          | Ваан, Пенело, Балфир, Ашелия Б’наргин Далмаска, Вейн Карудас Солидор, Фран, Баш фон Ронсенбург, Судья Габрант, Ллюд, Рекс |
| Final Fantasy XIII                         | Саж Катцрой, Хоуп Эстхайм, Орба Диа Ваниль, Сноу Вильерс, Лайтнинг, Сэра Фаррон, Орба Юн Фанг, Ноэль Крайсс, Кайус Баллад, Сид Рэйнс, Джил Набаат                                                                            |
| Final Fantasy XIV                          | Й’штола Рул, Ида Хекст, Танкред Уотерс, Папалимо Тотолимо, Ализе Левейёр, Альфино Левейёр, Лайз Хекст |
| Final Fantasy XV                           | Ноктис Люцис Кэлум, Промпто Аргентум, Игнис Сиенция, Ардин Изуния, Гладиолус Амицития, Аранея Хайвинд, Кор Леонис, Лунафрейя Нокс Флёре, Ирис Амицития                                                                       |
| Final Fantasy Tactics                      | Рамза Беульв, Агрия Оакс |
| Final Fantasy Type-0                       | Рем Токимия, Кинг, Эйс, Кейтер, Севен, Дьюс, Синк, Махина Кунагири, Эйт, Джек, Трей, Найн, Курасамэ Сусая, Куин, Сайс |
| Final Fantasy Crystal Chronicles           | Лайл, Юри, Шерлотта, Циаран, Кейсс, Амидателион, Джегран |
| World of Final Fantasy                     | Ланн и Рейнн, Энна Крос |
| Stranger of Paradise: Final Fantasy Origin | Джек Гарланд, Неон, Астос |

## Восприятие
| Сводный рейтинг       | Сводный рейтинг |
| Агрегатор             | Оценка          |
| --------------------- | --------------- |
| Metacritic            | (iOS) 74/100    |
| Иноязычные издания    |                 |
| Издание               | Оценка          |
| TouchArcade           | [ 6 ]           |
| Русскоязычные издания |                 |
| Издание               | Оценка          |
| PlayGround.ru         | [ 7 ]           |

Согласно агрегатору рецензий Metacritic, Opera Omnia получила смешанные отзывы от критиков .
Ник Тилволк из TouchArcade похвалил игру за её сюжет, хорошее взаимодействие персонажей и фансервис в целом.
Кристиан Колли из Multiplayer.it оценил Opera Omnia на 8 баллов из 10, выделив «интересную и оригинальную боевую систему». Тем не менее, рецензент был не доволен отсутствием итальянской локализации и назвал игру однообразной.
Гарри Слейтер из Pocket Gamer описал Opera Omnia, как «довольно среднюю игру», но в то же время отметил, что она скорее всего понравится фанатам франшизы.